# Брюс Пандольфіні
Брюс Пандольфіні (англ. Bruce Pandolfini; нар. 17 вересня 1947; Лейквуд Тауншип, Нью-Джерсі, США) — американський шахіст, письменник і тренер . В США вважається одним з найдосвідченіших шахових тренерів - до літа 2015 кількість проведених ним індивідуальних та групових занять з учнями перевищила 25 тисяч . 

## Кар'єра шахіста
Брюс народився в містечку Лейквуд, штат Нью-Джерсі, і виріс у Брукліні, штат Нью-Йорк. Вперше він захопився шахами, коли йому не виповнилось і чотирнадцяти років - відвідуючи публічну бібліотеку він випадково натрапив на секцію книг про шахи і всі вони видались йому цікавими. Оскільки бібліотека дозволяла брати за раз не більше шести книг Брюс повертався того дня кілька разів, поки не переніс додому всю поличку. Наступний місяць він прогуляв всі заняття в школі, перечитуючи взяті книги. Протягом наступних десяти років Брюс досяг рівня національного майстра за версією Американської федерації шахів, хоч і не брав участі в багатьох турнірах. Ігрова кар'єра Пандольфіні закінчилася в 1970 році після поразки від гросмейстера Ларрі Еванса на Національному відкритому чемпіонаті в Лас-Вегасі в 1970 році. Після останньої гри в турнірі його офіційний рейтинг USCF становив 2241. 

## Кар'єра тренера
Після завершення ігрової кар'єри Брюс влаштувався працювати в книгарню Strand Bookstore, продовжуючи писати аналітичні огляди на шахові турніри для ЗМІ. Для чемпіонату Рейк'явіку, Ісландія, де Боббі Фішер в 1972 році виграв титул чемпіона світу з шахів у Бориса Спаського Пандольфіні працював помічником Шелбі Лаймана, відомого оглядача шахових турнірів і на той час - кращого шахового тренера США. Саме Лайман порадив Брюсу розпочати кар'єру шахового тренера. Починаючи з приватних інструктажів та невеликих семінарів [6], Пандольфіні разом із Джорджем Кейном та Френком Торналлі створили компанію USCM - мережу шахових шкіл, яка проводила доступні для широкого кола початківців курси. В 1973 р. вони утрьох відкрили курс з шахів в приватному університеті "New School for Social Research" - перший подібний курс у вищому навчальному закладі в США. В 2012 році він був визнаний викладачем року з шахів у Техаському університеті в Далласі.
Список успішних учнів Пандольфіні включає одного з найрейтинговіших шахістів світу Фабіано Каруану, дворазового переможця американських юніорських турнірів Джошуа Вайцкіна, дворазову чемпіонку світу серед жінок Рейчел Кротто. Пандольфіні з 1979 року веде колонку в американському шаховому журналі "The ABC's of Chess" і регулярно викладає лекції та уроки на сайті Chess.com
В 2020 році Брюс Пандольфіні був основним консультантом успішного серіалу від Netflix "Ферзевий гамбіт", розробивши для сценаристів більше трьох сотень шахових схем.
Список книг Брюса Пандольфіні: 
- 1980 Let's Play Chess
- 1985 Bobby Fischer's Outrageous Chess Moves
- 1985 One Move Chess By The Champions
- 1986 ABC's of Chess
- 1986 Principles of the New Chess
- 1986 Kasparov's Winning Chess Tactics
- 1987 Russian Chess
- 1988 Pandolfini's Endgame Course: Basic Endgame Concepts Explained by America's Leading Chess Teacher
- 1988 Best of Chess Life and Review, Volume 1
- 1988 Best of Chess Life and Review, Volume 2
- 1989 Chess Openings: Traps And Zaps
- 1989 Weapons of Chess: An Omnibus of Chess Strategies
- 1991 Chessercizes: New Winning Techniques for Players of All Levels
- 1991 More Chessercizes: Checkmate: 300 Winning Strategies for Players of All Levels
- 1992 Pandolfini's Chess Complete: The Most Comprehensive Guide to the Game, from History to Strategy
- 1993 Beginning Chess: Over 300 Elementary Problems for Players New to the Game
- 1993 More Chess Openings: Traps and Zaps 2
- 1994 Square One: A Chess Drill Book for Beginners
- 1994 Chess Target Practice: Battle Tactics for Every Square on the Board
- 1995 Chess Thinking: The Visual Dictionary of Chess Moves, Rules, Strategies and Concepts
- 1995 Chess Doctor: Surefire Cures for What Ails Your Game
- 1996 Power Mates: Essential Checkmating Strategies and Techniques
- 1997 Kasparov and Deep Blue: The Historic Chess Match Between Man and Machine
- 1998 The Winning Way
- 2003 Pandolfini's Ultimate Guide to Chess
- 2003 Every Move Must Have A Purpose: Strategies From Chess For Business And Life
- 2005 Q&A Way in Chess
- 2005 Solitaire Chess
- 2007 Treasure Chess: Trivia, Quotes, Puzzles, and Lore from the World's Oldest Game
- 2007 Pandolfini's Chess Challenges: 111 Winning Endgames
- 2008 Let's Play Chess: A Step by Step Guide for New Players
- 2009 Endgame Workshop: Principles for the Practical Player
- 2010 The Rules of Chess
- 2010 Chess Movies 1
- 2011 Chess Movies 2